# Wingenbacherhof
Wingenbacherhof ist ein Ortsteil der Gemeinde Ruppichteroth. 

## Geographie
Das Dorf liegt im Nutscheid. Südöstlich liegt Wingenbach, westlich Bornscheid. Der Weiler liegt direkt an der Landesstraße 86.

## Geschichte
1910 war Wingenbacherhof einwohnermäßig nicht verzeichnet.